# Trenton
Trenton je od roku 1790 hlavní město amerického státu New Jersey a okresní město Mercer County. Podle sčítání lidu měl Trenton v roce 2007 82 804 obyvatel. Město zabírá plochu 21,1 km², z toho 19,8 km² tvoří pevnina a 1,3 km² voda.

## Demografie
Podle sčítání lidu z roku 2010 zde žilo 84 913 obyvatel. Podle sčítání lidu v roce 2000 ve městě sídlilo 85 403 obyvatel, 29 437 domácností a 18 692 rodin. Hustota zalidnění byla 4 304,7 obyvatel/km².

### Rasové složení
- 26,6 % bílí Američané
- 52,0 % Afroameričané
- 0,7 % američtí indiáni
- 1,2 % asijští Američané
- 0,1 % pacifičtí ostrované
- 15,3 % jiná rasa
- 4,1 % dvě nebo více ras

Obyvatelé hispánského nebo latinskoamerického původu, bez ohledu na rasu, tvořili 33,7 % populace.

### Původ
- Hispánci – 21,53 %
- Afroameričané – 52,1 %
- Portoričané – 10,5 %
- Italové – 7,3 %
- Irové – 4,5 %
- Poláci – 3,8 %
- Guatemalci – 3,1 %
- Angličané – 2,0 %
- Jamajčané – 1,3 %
- Maďaři – 1,1 %
- Mexičané – 1,1 %

### Věk
- <18 let – 27,7 %
- 18–24 let – 10,1 %
- 25–44 let – 31,9 %
- 45–64 let – 18,9 %
- >64 let – 11,4 %
- průměrný věk – 32 let

## Osobnosti města
- Roxanne Hart (* 1952), herečka
- Dennis Rodman (* 1961), basketbalista